# Henri Fournier (homme politique)
Pour les articles homonymes, voir Henri Fournier (homonymie) et Fournier.
Henri Fournier est un homme politique français né Antoine Henry Fournier le 1er septembre 1830 à Bourges (Cher), et mort à Saint-Caprais (Cher) en juillet 1904.

## Biographie
Avocat à Bourges, il est conseiller municipal de Fussy, puis de Bourges. Il est aussi l'un des fondateurs de la société historique du Cher et un contributeur actif de la Revue du Berry. En 1869, il est élu conseiller général du canton de Levet, contre un adversaire légitimiste. De tendance orléaniste, il est élu représentant du Cher en 1871, siégeant au centre-droit. Il est membre de commissions importantes, comme celle des Trente, et est un proche du comte de Paris.
En 1876, il est sénateur du Cher et siège à droite. Il n'est pas renouvelé en 1885 et se retire de la vie politique.